# Union J
Union J é uma boy band britânica, surgida na nona temporada do programa The X Factor. A banda é composta por JJ Hamblett, Josh Cuthbert, Jaymi Hensley e George Shelley.

## Triple J & The X-Factor
Anteriormente Triple J era composta por Josh Cuthbert, Jaymi Hensley e JJ Hamblett ( as iniciais de seus nomes serviram como inspiraçao para o nome da banda ). A banda fez o teste para o The X-Factor UK, cantando sua versão de "We Found Love" de Rihanna, recebendo ótimas criticas e se qualificaram para o Bootcamp, onde foram eliminados. Porém com a saida do grupo Rough Copy da competição, Louis Walsh, mentor dos grupos nessa temporada, chamou o Triple J de volta, mas dessa vez ele adicionou um novo integrante a banda, George Shelley, que tambem havia sido eliminado e assim formando-se o Union J. Eles se apresentram juntos pela primeira vez cantando sua versao de "Call Me Maybe" de Carly Rae Jepsen, mas foram eliminados em quarto lugar. Mesmo assim os meninos conseguiram um contrato com RCA Records, e assim em 2013 lançaram seu album de estreia, alcançando o top 10 das paradas britânicas. Em 2014 foi anunciado que a banda tinha quebrado seu contrato com a Sony Music e assinou com a Epic Records.

## Integrantes
George Shelley
George Paul Shelley, nascido em Bristol, Inglaterra, a 27 de julho de 1993, é filho de Toni e Dominic, George tem 7 irmãos, dois irmaos legítimos Harriet e Wil, quatro meio-irmãos Spencer, Tom, Archie e Leo, e duas irmãs filhas da esposa de Dominic, Louisa e Annabelle. Ele já trabalhou em uma cafeteria, ganhou seu primeiro violão quando tinha 13 anos e aprendeu a tocar sozinho. Começou a cantar com 9 anos, uma de suas inspirações é o cantor Ed Sheeran, além de seu avô e seu tio. Em 4 de março de 2016, foi anunciada a saída de George do grupo.
Shelley era chamado de “larry lovechild” pelos produtores do TXF.
JJ Hamblett
Jamie Paul Hamblett, nascido em Newmarket, Inglaterra, a 25 de maio de 1988, é filho de Paul Hamblett, JJ tem um irmão mais velho, Ashley e uma irmã mais nova, Otea. Antes de fazer parte do Triple J, JJ já foi Jockey, modelo e ator. Já atou em uma minissérie universitária e também participou de uma banda chamada Cloud 9, mas durou pouco tempo. JJ namora a modelo Caterina Lopez, no dia 28 de novembro de 2013, ela deu á luz ao primeiro filho do casal, Princeton J. Alexander.
Jaymi Hensley
James William Hensley, nascido em Luton, Inglaterra, a 24 de fevereiro de 1990, é filho de Jackie e David, e tem um irmão, Aaron. Jaymi já trabalhou como enfermeiro e como professor de canto e dança, ele fez sua primeira audição no The X Factor UK em 2011, com uma banda chamada Brooklyn, mas foram eliminados no bootcamp. Jaymi assimiu ser homossexual quando tinha 14 anos, mas ele só assumiu para a mídia em 2012. Ele namora o cabeleireiro Olly Marmon, estão noivos desde 2010.
Josh Cuthbert
Josh Cuthbert Joshua Thomas John "Josh" Cuthbert, nascido em 28 de julho de 1992, é de Ascot, Berkshire.  Ele freqüentou a Charters School em Berkshire  e The Sixth Form College Farnborough. Ele foi um dos três membros originais do Triple J. Antes do X Factor, ele trabalhou em um escritório e estrelou no musical West End Chitty Chitty Bang Bang quando tinha 14 anos. Em 2009, ele foi convidado a se juntar ao The Wanted, mas não conseguiu fazê-lo por causa de um contrato de dois anos com outra banda, Replay.  Cuthbert também costumava ser um futebolista, jogando como goleiro, mas teve que sair depois de danificar o polegar em um acidente de tiro. Cuthbert disse: "Eu joguei futebol desde uma idade jovem. Jogar no gol significava que eu quebrei cada dedo, mas um dia eu estava atirando em um rifle de ar com o meu avô e a arma estava com defeito. Meu polegar ficou preso e acabei perdendo metade E, obviamente, sendo um goleiro, o seu polegar é parte integrante. "Ele está em um relacionamento com a modelo Chloe Lloyd desde novembro de 2014.

## Ex-Integrantes
Casey Johnson
Casey Cody Johnson, nascido em Londres, Inglaterra, a 1 de maio de 1995, é filho de Keith e Tracy Johnson, e tem 2 irmãos, Coral e Chet Johnson. Casey era atendente de loja. Começou a cantar em 2008 quando estava de férias na Flórida e no American Idol Experience na Disney, e lá o aconselharam a fazer algumas aulas de canto. E é ex- integrante da boyband Stereo Kicks (2014-2015).

## Retorno
Em janeiro de 2022 os fãs foram pegos de surpresa quando no instagram da banda foi postada uma foto apenas com as silhuetas dos 4 integrantes originais e logo começaram a surgir rumores de um possível retorno. Alguns dias se passaram e os rumores se mostraram verdadeiros, JJ, Josh, Jaimy e George confirmaram o retorno através de suas redes sociais e uma turnê comemorativa de 10 anos da banda.
Os rapazes seguiram o ano de 2022 fazendo shows e aparecendo em programas de TV.

## Covers no The X Factor
| "Call Me Maybe"               | Carly Rae Jepsen           |
| "Don't Stop Me Now"           | Queen                      |
| "Bleeding Love/Broken Strins" | Leona Lewis/James Morrison |
| "When Love Takes Over"        | Kelly Rowland              |
| "Sweet Dreams"                | Beyoncé                    |
| "Perfect"                     | Pink                       |
| "Love Story"                  | Taylor Swift               |
| "Fix You"                     | Coldplay                   |
| "Set Fire To The Rain"        | Adele                      |
| "The Winner Takes it All"     | Abba                       |
| "I'll Be There"               | Jackson 5                  |
| "Run"                         | Snow Patrol                |
| "Beneath You're Beautiful"    | Emeli Sandé/Labrinth       |
| "I'm Already There"           | Lonestar                   |

## Discografia

### Álbuns
| Ano  | Álbum |
| ---- | --- |
| 2013 | Union J - Lançamento: 2013 - Gravadora: Sony Music - Formatos: CD, Download Digital                       |
| 2014 | You Got It All - Lançamento: 2014 - Gravadora: Sony Music / Epic Records - Formatos: CD, Download Digital |

Singles
|      | Single                                                       |
| ---- | ------------------------------------------------------------ |
| 2013 | Carry You - Lançamento: 2 de junho de 2013                   |
| 2013 | Beautiful Life - Lançamento: 20 de outubro de 2013           |
| 2013 | Loving You Is Easy - Lançamento: 4 de dezembro de 2013       |
| 2014 | Tonight (We Live Forever) - Lançamento: 17 de agosto de 2014 |
| 2014 | You Got It All - Lançamento: 28 de novembro de 2014          |

## Turnês
| Ano         | Turnê                       |
| ----------- | --------------------------- |
| 2013        | The X Factor Live Tour      |
| 2013 / 2014 | Magazines + TV Screens Tour |